# IV liga polska w piłce nożnej (grupa mazowiecka centralna)
IV liga, grupa mazowiecka (centralna) – jedna z trzech grup IV ligi istniejących w sezonie 2020/2021 na terenie województwa mazowieckiego. Stanowiła ona pośredni szczebel rozgrywkowy między III ligą a klasą okręgową. Był to piąty poziom ligowy w rozgrywkach krajowych. Zmagania w jej ramach toczyły się cyklicznie systemem kołowym. Zwycięzca grupy uzyskał możliwość gry w barażach do III ligi polskiej, zaś najsłabsze zespoły relegowane były do poszczególnych grup klas okręgowych. Zarządzana była przez Mazowiecki Związek Piłki Nożnej.

## Historia
Ze względu na pandemię koronawirusa zdecydowano o braku spadków po sezonie 2019/2020. Dotyczyło to również IV ligi, w tym grup mazowieckich. W związku z dużą ilością drużyn uprawnionych do gry na tym szczeblu (łącznie 42 zespoły) zdecydowano o utworzeniu trzeciej, dodatkowej grupy, którą nazwano grupą mazowiecką centralną. W niej znalazły się drużyny z Warszawy i okolic. Grupa ta była przejściowa i po sezonie 2020/2021 została rozwiązana a dwie pozostałe grupy (połączone ostatecznie w 2022 roku) zostały powiększone do 18 drużyn każda.

## Sezon 2020/2021

### Tabela
| Lp. | Drużyna                           | M  | Z  | R | P  | Bramki | Bramki | Różn. | Pkt | Uwagi                       | Bezpośrednio                |
| --- | --------------------------------- | -- | -- | - | -- | ------ | ------ | ----- | --- | --------------------------- | --------------------------- |
| 1   | Ząbkovia Ząbki (M)                | 26 | 24 | 1 | 1  | 85     | 18     | +67   | 73  | Baraż o awans do III ligi   |                             |
| 2   | Victoria Sulejówek                | 26 | 19 | 2 | 5  | 88     | 35     | +53   | 59  |                             | SUL – PIA 2:3 PIA – SUL 1:4 |
| 3   | MKS Piaseczno                     | 26 | 19 | 2 | 5  | 71     | 30     | +41   | 59  |                             | SUL – PIA 2:3 PIA – SUL 1:4 |
| 4   | Escola Varsovia                   | 26 | 14 | 3 | 9  | 72     | 39     | +33   | 45  |                             |                             |
| 5   | Drukarz Warszawa                  | 26 | 11 | 5 | 10 | 49     | 36     | +13   | 38  | DRU – MAZ 0:1 MAZ – DRU 1:2 |                             |
| 6   | Mazur Karczew                     | 26 | 11 | 5 | 10 | 39     | 41     | −2    | 38  | DRU – MAZ 0:1 MAZ – DRU 1:2 |                             |
| 7   | KS Raszyn                         | 26 | 11 | 4 | 11 | 42     | 47     | −5    | 37  | RAS – AMM 2:1 AMM – RAS 1:1 |                             |
| 8   | AP Marcovia Marki                 | 26 | 10 | 7 | 9  | 48     | 59     | −11   | 37  | RAS – AMM 2:1 AMM – RAS 1:1 |                             |
| 9   | Unia Warszawa                     | 26 | 10 | 5 | 11 | 38     | 44     | −6    | 35  |                             |                             |
| 10  | Znicz II Pruszków (S)             | 26 | 9  | 5 | 12 | 43     | 40     | +3    | 32  | Baraże o utrzymanie         |                             |
| 11  | Okęcie Warszawa (S)               | 26 | 7  | 3 | 16 | 33     | 76     | −43   | 24  | Spadek do klasy okręgowej   |                             |
| 12  | Józefovia Józefów (S)             | 26 | 5  | 3 | 18 | 27     | 57     | −30   | 18  | Spadek do klasy okręgowej   |                             |
| 13  | Sparta Jazgarzew (S)              | 26 | 5  | 0 | 21 | 32     | 69     | −37   | 15  | Spadek do klasy okręgowej   |                             |
| 14  | Ożarowianka Ożarów Mazowiecki (S) | 26 | 4  | 1 | 21 | 21     | 95     | −74   | 13  | Spadek do klasy okręgowej   |                             |

### Baraże o awans do III ligi
| 19 czerwca 2021 | Ząbkovia Ząbki | 0:2   | Pilica Białobrzegi |  |
| 17:00           |                | (0:1) |                    |  |

| 23 czerwca 2021 | Pilica Białobrzegi | 5:2   | Mławianka Mława |  |
| 18:00           |                    | (3:1) |                 |  |

| 27 czerwca 2021 | Mławianka Mława | 0:2   | Ząbkovia Ząbki |  |
| 17:00           |                 | (0:1) |                |  |

Zwycięzca: Pilica Białobrzegi